# Imperio Śuṅga

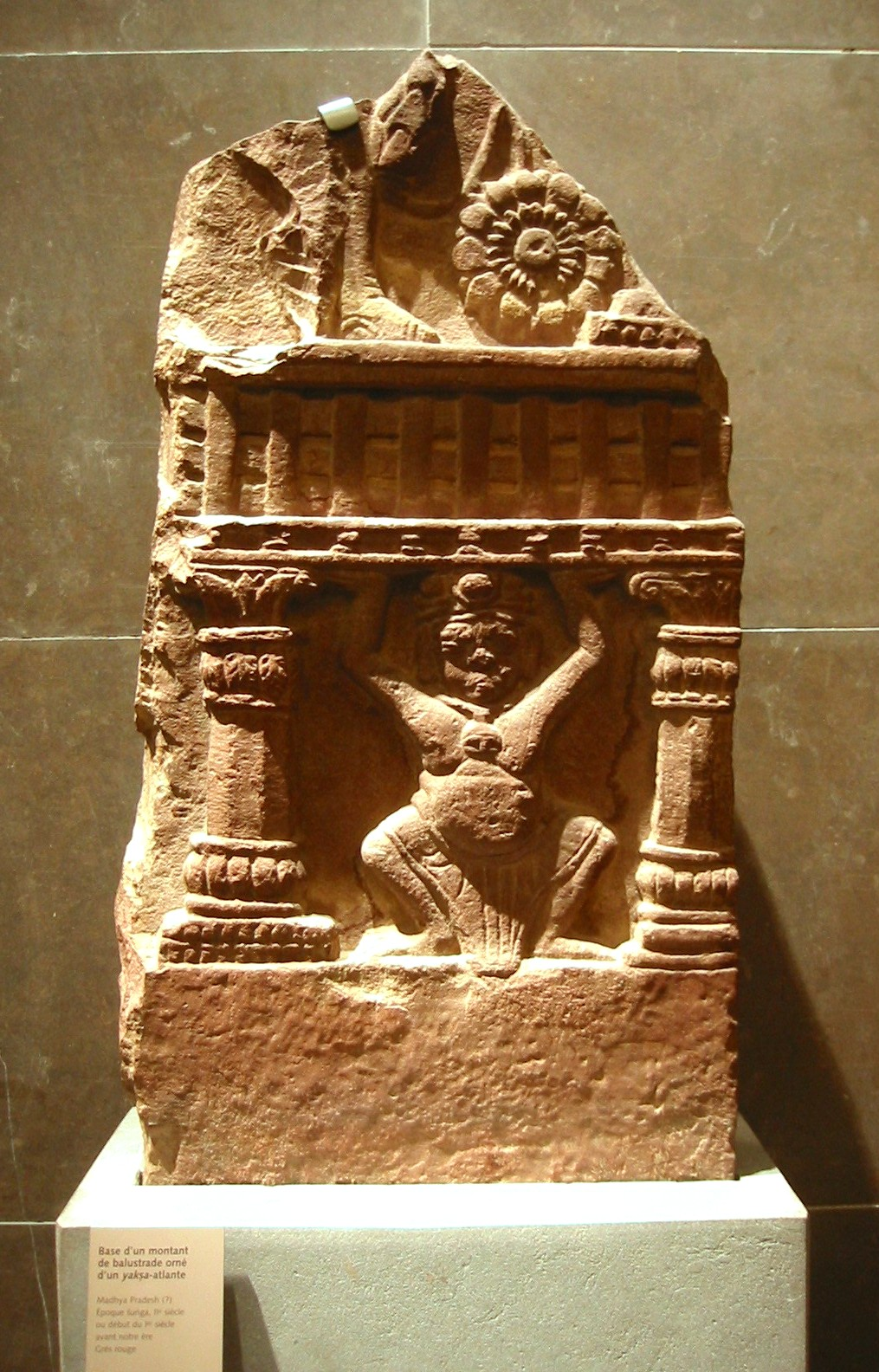
Un iaksa (ente fantástico hinduista), esculpido en una barandilla; originalmente del estado de Madhia Pradesh, durante el periodo shunga (siglo II a I a. C.). Actualmente apropiado por el Museo Guimet (París).

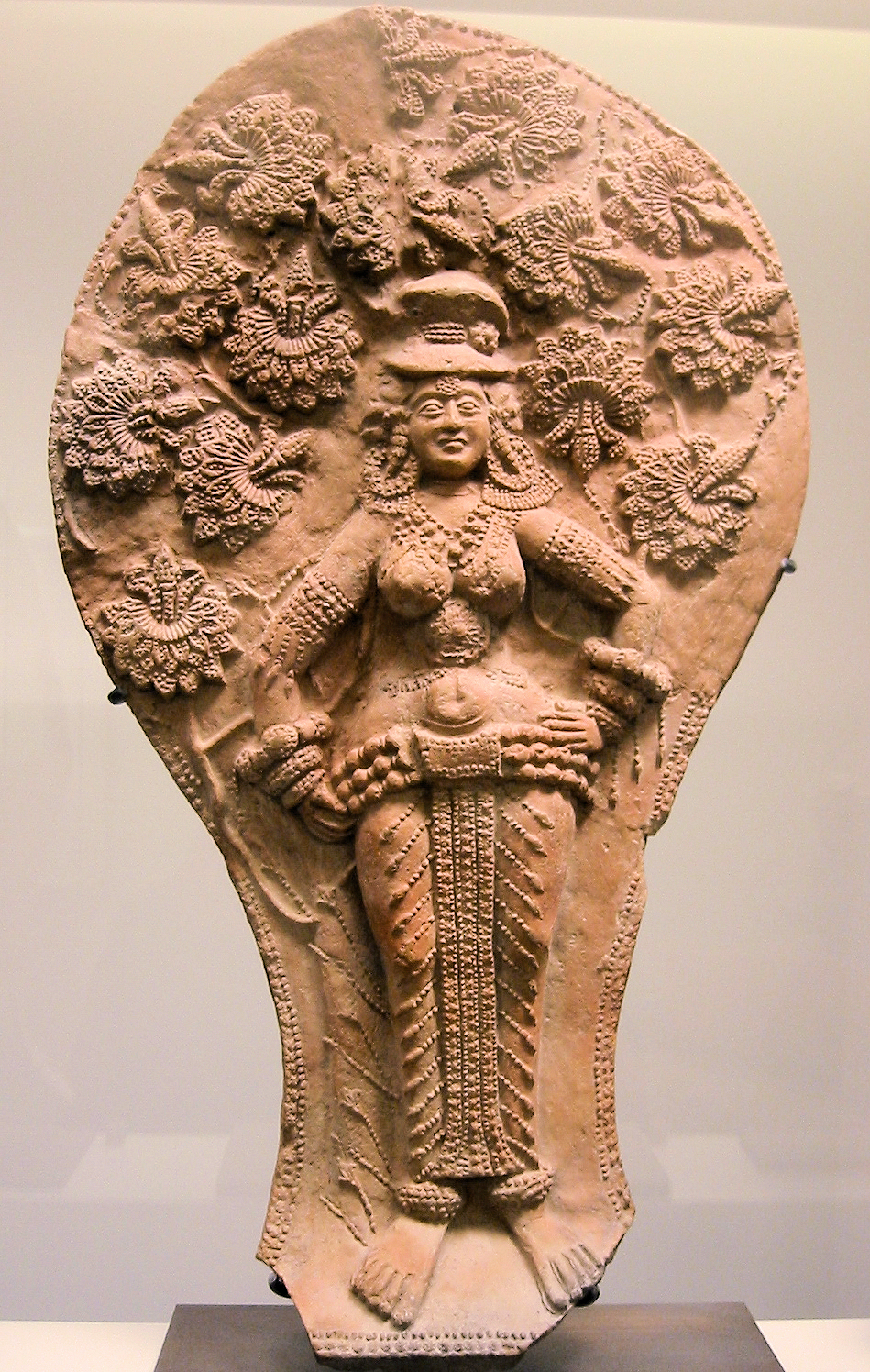
Una iaksa shunga (siglo II a I a. C.).

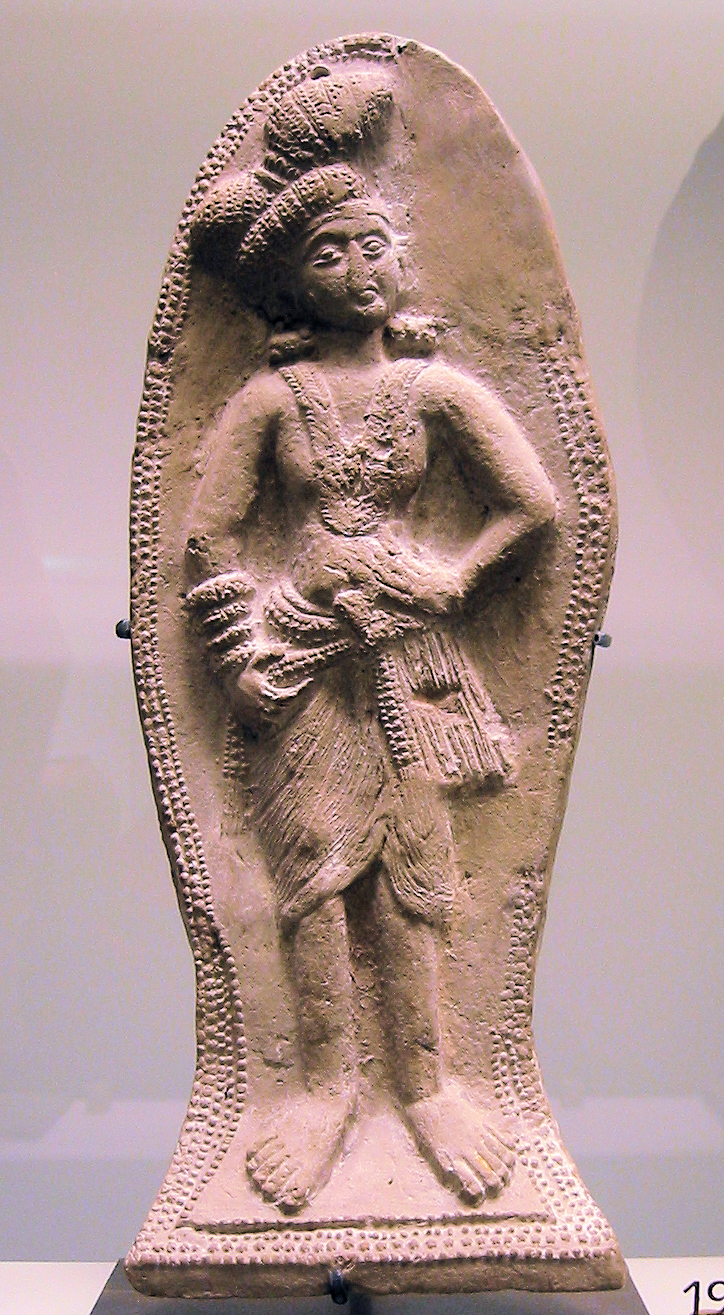
Hombre shunga (siglo II a I a. C.).

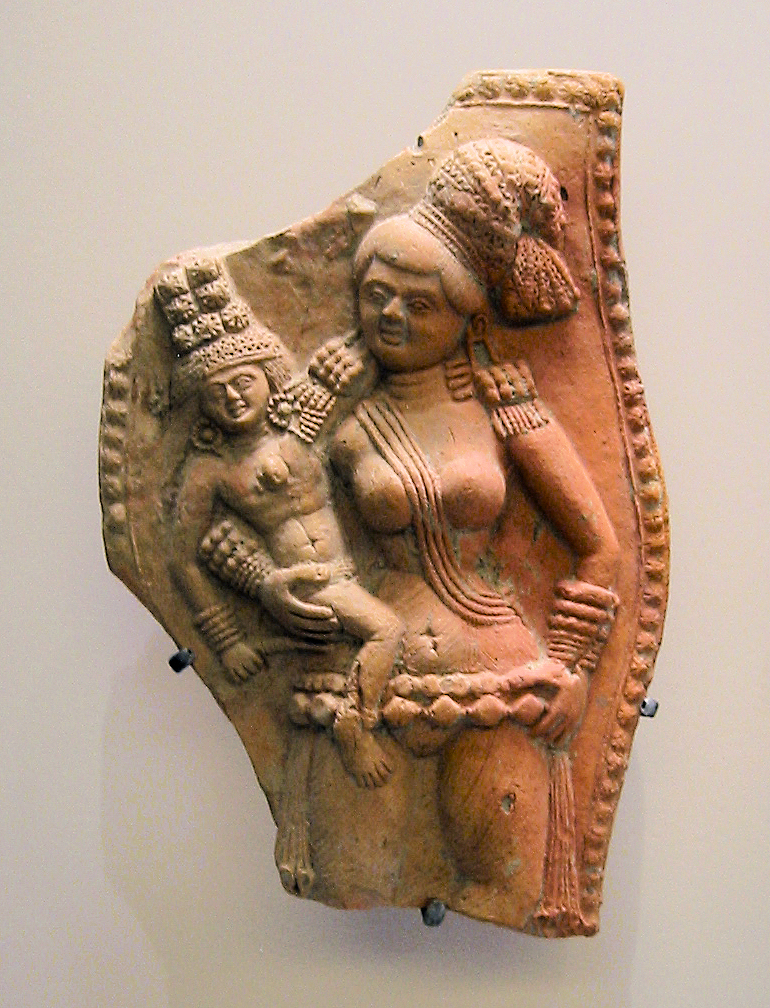
Mujer shunga (siglo II a I a. C.).

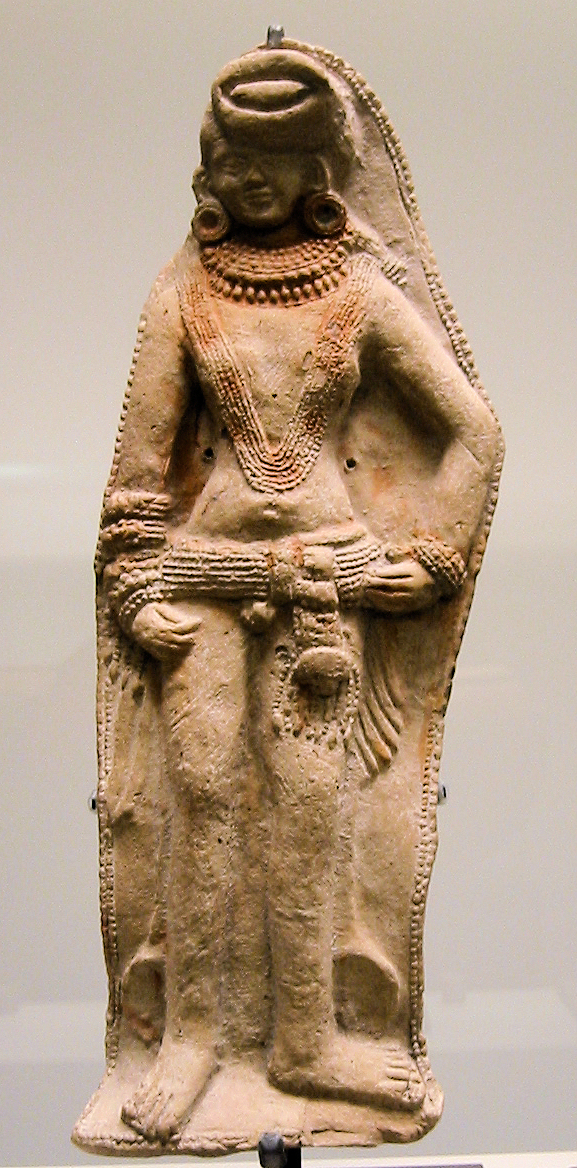
Deidad shunga hermafrodita de la fecundidad (siglo II a I a. C.).

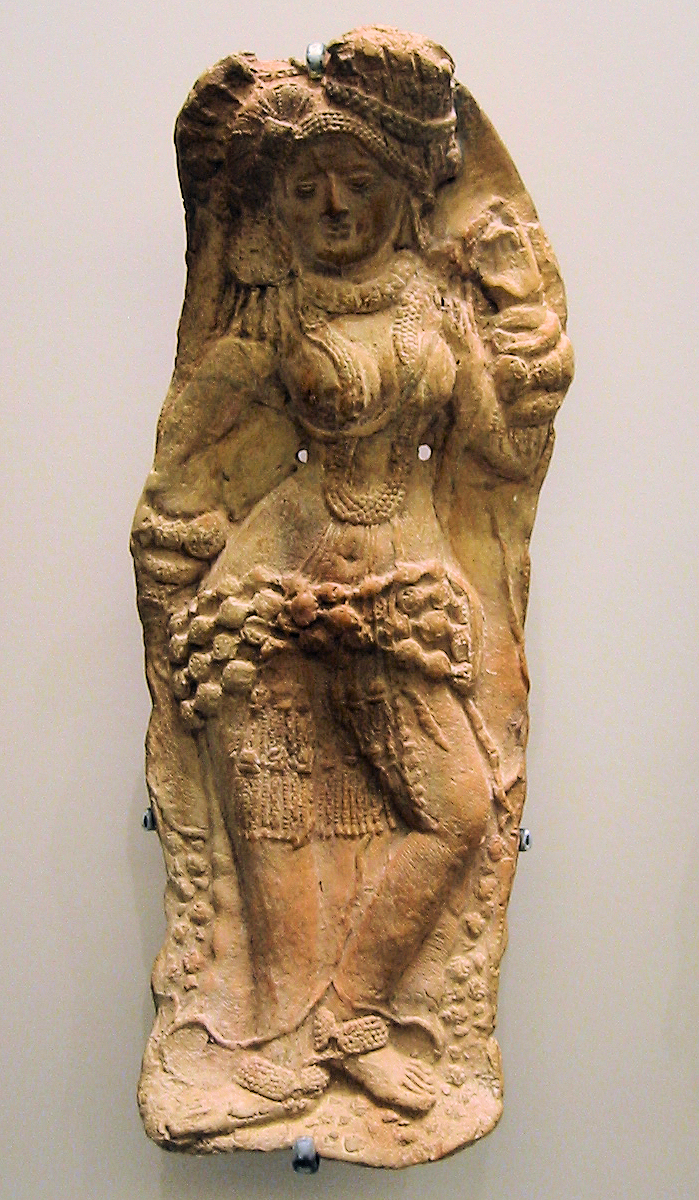
Deidad shunga de la fecundidad (siglo II a I a. C.).

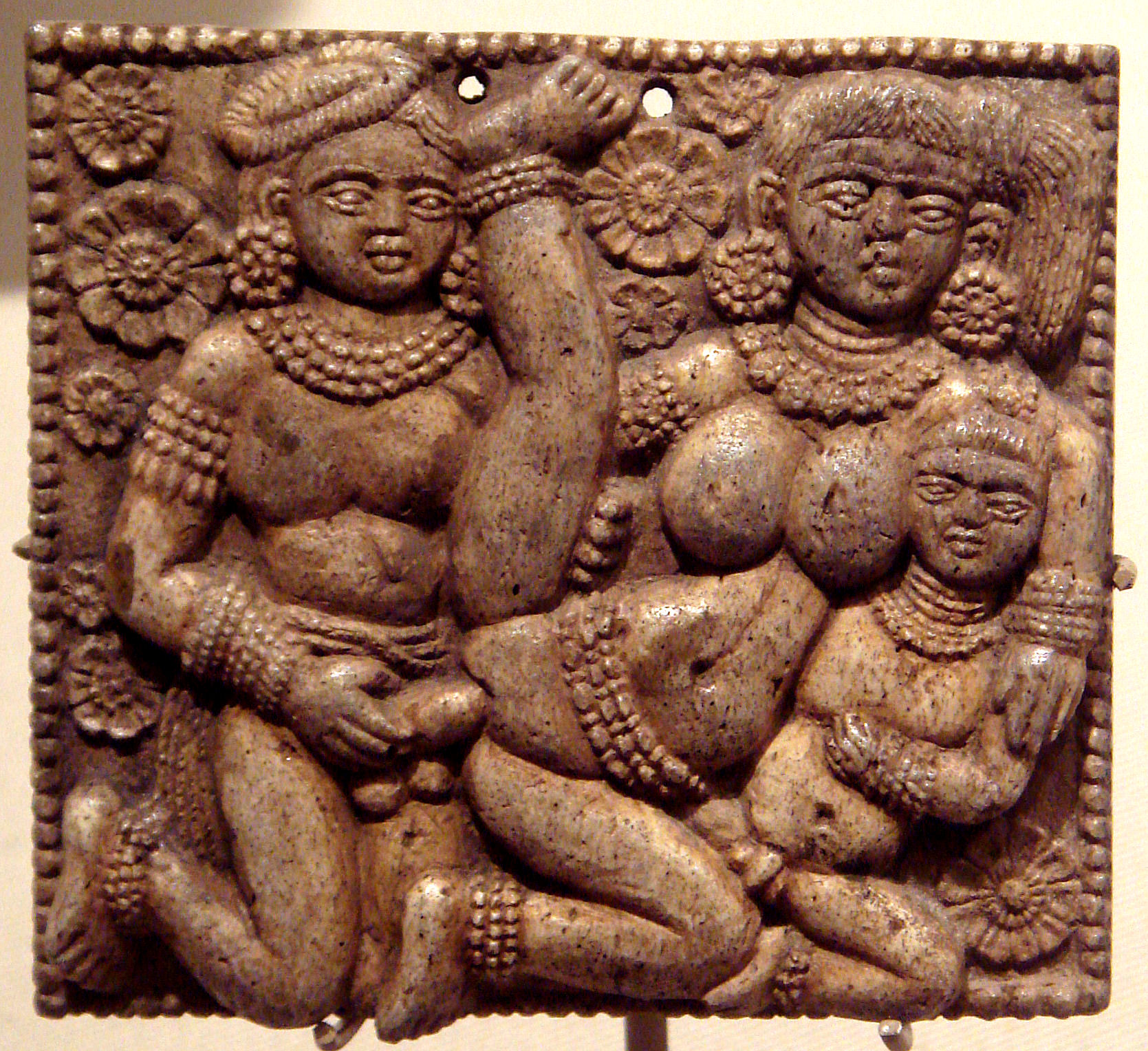
Escena erótica del arte shunga (siglo II a I a. C.).

El Imperio shunga o Imperio śuṅga controló el norte, centro y este de la antigua India entre los años 185 a 73 a. C. Se estableció después de la caída del Imperio mauria. Su capital estaba en Pataliputra.

## Derrocamiento de laDinastía mauria(185a.C.)
La dinastía Shunga se estableció en el año 185 a. C., cerca de 50 años después de la muerte de Ashoka, cuando el comandante en jefe de las fuerzas armadas, el sacerdote Púsiamitra Shunga asesinó al rey Brijad-Ratha, el último de los reyes mauria, cuando este pasaba revista a la guardia de honor de sus fuerzas militares. Púshiamitra entonces ascendió el trono.

## Actitud hacia el budismo
Púshiamitra Shunga, un bráhmana hinduista, fue considerado por los eruditos budistas como una persona hostil hacia el budismo y perseguidor de la fe budista. Lo registran como el autor de la «destrucción de varios monasterios y el asesinato de monjes» (según el Divia-vadana, pág. 429 a 434): destruyó los 84 000 stupas budistas que había hecho construir el rey mauria Ashoka (según la historiadora india Romila Thapar [n. 1931]), y ofreció 100 monedas de oro por cada cabeza de monje budista (según el Volumen trimestral histórico indio XXII, pág. 81 FF, citado en Hars. 407).
En lugares tales como Bodhgaya, Mathurá, Nalanda o Sarnath, una gran cantidad de vijaras (monasterios budistas) fueron convertidos en templos hindúes.
El grado de esta persecución sigue siendo un tema de discusión moderno, especialmente porque el Imperio shunga es tenido por muchos por su labor para contribuir en gran parte a la nueva religión budista. Los autores señalan las proclamaciones y la propagación del Manu Smriti (Leyes de Manu) y los detractores citan a menudo la edificación de una stupa budista en Bharhut.

## Conflicto con los indogriegos (180a.C.)
Las guerras del Imperio shunga con el Reino indogriego figuran en la historia de este periodo.
Alrededor del año 180 a. C., el rey Demetrio I del Reino grecobactriano, había conquistado el valle de Kabul.
El rey grecobactriano Demetrio I invadió India en 180 a. C., luego ocurrieron importantes conquistas de territorios gangéticos llevadas a cabo hacia el 150 a. C. por Menandro I quien llegó a ocupar la importante ciudad de Pataliputra y así en última instancia creando una entidad que luego se separó del poderoso Reino grecobactriano que estaba centrado en Bactria; pasando así la ciudad de Taxila en territorio que actualmente corresponde al moderno estado de Pakistán ―en el norte del Panyab, próxima a Cachemira― a cumplir las funciones de una capital cosmopolita del nuevo reino de Menandro I, o reino Indogriego.
En la época de Menandro I (en idioma pali: Milinda I) —que fue un fuerte benefactor de la fe budista— el reino alcancó su grado máximo, fusionando la región del Hindu Kush con la región de Mathurá, que estuvieron separadas hasta el final del siglo I a. C.
El beneficio neto de estas guerras sigue siendo incierto.
A Pushyamitra se le recuerda en los textos del hinduismo, por haber realizado un ashvamedha iagñá.
Se encuentran inscripciones imperiales shunga hasta Jalandhar (en Panyab).
En el Malavika Agnimitra (de Kālidāsa) se registra el conflicto entre los shungas y los indogriegos, que pudo haber ocurrido en el Indo.
Sin embargo, muy poco se puede decir con certeza. Lo que parece claro es que los dos reinos pudieron haber establecido exitosas relaciones diplomáticas normales.
Los indogriegos y los shungas parecen haberse reconciliado y las misiones diplomáticas intercambiadas alrededor de los años 80 a. C., según lo que indica el pilar de Heliodoro (84 a. C.), que registra el envío de un embajador griego llamado Heliodoro, de la corte del rey indogriego Antialcidas, a la corte del rey Bhaga Bhadra de Shunga (en Vidisha, en la India central).

## Contribuciones culturales
Mientras que hay mucha discusión acerca de la violenta política religiosa de la dinastía Shunga, se le reconoce por el número de sus contribuciones. Durante este período florecieron el arte, la educación y la religión.
En este período se escribieron varios textos hinduistas conocidos actualmente:
- el Yoga-sutra (de Patañyali),
- el Maja-bhasia y
- el Malavika-agnimitra (de Kalidasa); que probablemente se escribió en el período final de la dinastía Gupta. Habla del amor de Malavika y el rey Agnimitra, mostrando las costumbres de la corte real.

Durante el periodo histórico Shunga (185 a 73 a. C.), la actividad budista también logró sobrevivir en la India central (Madhia Pradesh) según lo sugerido por algunas construcciones arquitectónicas que fueron hechas en los estupas de Sanchi y de Barhut, comenzadas originalmente bajo el rey Ashoka.
Sigue siendo incierto si estos trabajos se pudieron realizar debido a la debilidad del control de los shungas en estas áreas, o una muestra de la tolerancia en su dominio.
El último de los reyes shunga fue Devabhuti.
Su ministro Vásudeva Kanwa lo asesinó, y subió al trono casándose con una esposa esclava de Deva-Bhuti.
La dinastía shunga entonces fue substituida por la dinastía kanva.

## Reyes de la dinastía Shunga
- Púshiamitra Shunga (185-151 a. C.)
- Agnimitra (151-141 a. C.)
- Vasujyeshtha (141-131 a. C.)
- Vasumitra (131-124 a. C.)
- Andhraka (124-122 a. C.)
- Pulindaka (122-119 a. C.)
- Ghosha
- Vashra Mitra
- Bhagabhadra (97-83 a. C.)
- Devabhuti (83-73 a. C.)